# Словенски писатели и поети
Кратки данни за писатели и поети от Словения.

## Иван Таучар (1851 – 1923)
Роден в Поляне край Шкофя Лока. Завършва право и защитава докторат във Виена. Един от най-добрите словенски прозаици с романтична насоченост. В много от творбите си се доближава до реализма. Участва активно в обществения живот като ръководител на Народно-прогресивната партия и кмет на Любляна. Автор на романите „Иван Славел“, „Мъртви сърца“, сатиричната утопия „4000“, историческия роман „Висошка хроника“ (преведен на български), „Цветя през есента“ и др.

## Иван Цанкар (1876 – 1918)
Роден в градчето Връхника, учи и живее във Виена, където се свързва с работническото социалистическо движение. През 1899 г. стихосбирката му „Еротика“ е публично изгорена от люблянския епископ. По-късно създава драматични и белетристични произведения, наситени с много чувство за социална правда, драмите „За доброто на народа“, „Кралят от Бейтаново“ (играни в България), повестите „Слугата Йерней и неговата правда“ – връхно постижение в творчеството му, „Мартин Качур“, „Къщата на Мария Помощница“, „Госпожа Юдит“, антивоенните есеистични разкази и скици „Картини от видения“.

## Цирил Космач (1910)
Още преди Втората световна война е един от изтъкнатите представители на словенския социалистически реализъм. Произхождащ от Словенско Приморие, той (също като Беук) познава фашистките затвори, бягството, емиграцията, партизанската борба. Този бурен живот му доставя сюжети за литературното творчество. Космач е забележителен стилист. Автор е на романа „Пролетен ден“, повестта „Балада за тръбата и облака“, сборника разкази „Щастие и хляб“ (преведени на бълг. език), на сценарии за филми и др.

## Франце Беук (1890 – 1970)
Роден в Закойца, Словенско Приморие. Завършил педагогическо училище, занимава се с журналистика, участва активно в антифашистката борба, за което е многократно затварян. През 1943 г. като партизанин е председател на Областния комитет на Освободителния фронт в родния си край. След войната е виден общественик, член на Словенската академия на науките и изкуствата. Автор е на романите: „Небесното знамение“, „Капеланът Мартин Чедърмац“, на разкази, новели, пиеси, стихосбирки, произведения за деца и юноши, филмови сценарии, пътеписи. Голям приятел на България, Беук отпечатва през 1938 г. книгата си „Десет дни в България“, превежда бълг. книги, между които „Под игото“. Награден е с ордена „Кирил и Методий“ I степен.

## Катя Шпурк (1908 – 1991)
Родена в Прекмурието, още от детска възраст познава нищетата. Като студентка в Скопие, Загреб, Гренобъл, Белград и Любляна тя участва в прогресивното движение, занимава се с публицистика. През Втората световна война заради участието и в съпротивата е откарана в концлагера в Равенсбрук, Германия. След освобождението отново е дейна журналистка. Автор е на „Плуговете орат“, получила през 1949 г. Левсиковата награда, както и на „Двамата студенти“ – лирика в проза, стихосбирките „Връзки“, „Равенсбрукски песни“, на документалната повест „Сляпа в изгнание“ (преведена на бълг. език). В продължение на четири десетилетия е най-ревностният популяризатор и преводач на българска художествена литература в Словения.

## Янко Керсник (1852 – 1897)
Роден в Бърдо край Луковица, в семейството на интелектуалци. Започва да пише като лирически поет, но след това се отдава на политически и културно-критични фейлетони, пише лирико-епични разкази. Заедно с Иван Таучар разширява програмата на младословенското либерално литературно направление, застъпвано от Левстик, Юричич, Стритар. Автор е на разкази, новели, повести и романи: цикъла „Селски картини“, „Бащин грях“, „Махоричев Тине“, „Детски лекар“, „В Жерине“, „Господин Янез“, „Цикламен“, „Агитатор“ и др.

## Фран Милчински (1867 – 1932)
Роден в семейство на бирник от чешки произход, преселило се от Нотренско в Любляна. Следва право във Виена, след което постъпва на работа в съда. Тук той черпи сюжети за многобройните си хумористично-сатирични скици, разкази, повести, поместени в книгите: „Играчки“, „Мухоборци“, „Птички без гнезда“, „Фридолин Жолна и неговото семейство“, „Хуморески и гротески“ и др. Автор е на пиесите „Цигани“, „Волкашин“, „Където е любовта, там е и бог“ и др.

## Фран Селешки Финжгар (1871 – 1962)
Роден в Дословиче край Брезница. Завършва богословие в Любляна и от 1894 до 1936 г. служи като капелан и свещеник, след което изцяло се отдава на литературна дейност. През Втората световна война подпомага народно-освободителната борба. Едни от най-интересните му литературни творби са: „Под свободно слънце“ – исторически роман, социалните повести „Сама“, „Девойката Анчка“ (най-сполучливото му произведение), „Хрониката на господин Урбан“ и др. След Втората световна война Финжгар публикува повестите „Мирни пътища“, „Наемателят Матеуж“ и спомените „Години на моите странствувания“.

## Юш Козак (1892 – 1964)
Роден в Любляна, той е може би писателят, посветил най-много творби на словенската столица – романа ”Шентпетер”, ”Родно място” и др. Дългогодишен редактор е на списание „Люблянски звон“, а след 1945 г. – на списание „Нови свят“. Бил е директор на Люблянския театър. В новелите си „Бразди“, „Дота“, „Чужда жена“, „Летящият ангел“ разказва за съдбата на селяните в кралска Югославия. Няколко издания претърпява есеистичната му книга „Маски“. Романът му „Дървената лъжица“ е посветен на народоосвободителната борба. Автор е на есеистичните книги „Лутаници“, „Повеля за живо дело“ и др.

## Прежихов Воранц (1893 – 1950)
Истинското му име е Лавро Кухар, роден е в Корошка (Каринтия). Син на беден селянин, участва в работническото движение, дълги години е емигрант, а през Втората световна война е изпратен в концлагер в Германия. Активната си революционна дейност и богати впечатления от нея авторът отразява в романите „Пожарище“, „Добердоб“ (преведена на бълг. език), „Ямница“, сборника новели „Саморасли“, книгата за деца и юноши „Джурджевац“, пътеписите „От Котел до Белите води“, „Борба за чужда земя“, сборника със скици и мотиви от народноосвободителната борба „Нашите погранични камъни“ и др.

## Антон Инголич (1907)
Роден в Сподня Полскава, Прагерско, учи във Франция и завършва в Любляна славянска филология. Работи като гимназиален учител. През хитлеро-фашистката окупация е интерниран в Сърбия. След войната редактира сп.”Нова обзория”. Автор е на романа „Лукари“, на сборниците разкази и новели „Пред залез слънце“, „Там горе на хълма“, „Виждам те Вероника“, „Очи“, (преведен на бълг.език) и др., на серията романи пътеписи, разкази, филмови сценарии: „Угасналата долина“, „Къде сте, Ломутови“, „Черните лабиринти“, „При нашите в Америка“, „Сибирски срещи“, на романите с младежка тематика „Младостта крачи“, „Гимназиската“, на повестта за деца „Тайното дружество ПГЦ“ (преведена на бълг.език) и др.

## Мира Михелич (1910)
Родена в Сплит, завършва иниверситет в Любляна. Богатото си литературно творчество посвещава на духовния и обществен крах на буржоазните среди и еснафството в бившата кралска Югославия, както и на остри съвременни проблеми. Авторка е на романите „Образ в огледалото“, „Април“, „Младият месец“, „Дългата нощ на старата госпожа“, „Огън и пепел“, „Дъга над града“ (преведен на бълг.език), „Остров и водно течение“, сборника новели „Младата чаровница“, драмите „Свят без вражда“, „Операция“, комедиите „Златният октомври“, „Пеперудата не трябва да умре“, „Ден на жената“ и др.

## Иван Потърч (1913)
Роден в Щуки край град Птуй, още като ученик в 8 клас е затварян заради комунистическите си идеи. През време на войната е изпратен в немски концентрационен лагер, след това минава в нелегалност, участва в партизанското движение. След освобождението на родината си е редактор на в. ”Людска правица”, главен редактор на издателство „Младинска книга“, виден общественик. Творбите му са посветени главно на живота на трудовите селяни и лозари. Автор е на повестите „Син“, „Светлина край Кайжар“, „Престъпление“, сборниците новели „Колибарят и други повести“, „Безмилостен живот“, романите „На село“, „Среща“ и др.

## Андрей Хинг (1925)
Роден е в Любляна и работи като театрален режисьор. Този талантлив словенски писател е автор на сборниците новели „Фаталният ръб“, „Мрак“, „Плато“, „И все пак“, „Самота“, романа „Гора и скала“ и др.

## Лойзе Ковачич (1928)
Син на работник и сам принадлежащ към словенската работническа класа, още в първите си литературни творби след войната (новелата „Гълъб“) отразява борбите на пролетариата срещу капиталистическото господство, пише ентусиазирани разкази и репортажи за младежкото бригадирско движение, за изграждането на социализма в Югославия. Автор е на сборниците „Новели за тримата“, „Ключовете на града“, „Детето и смъртта“, романа „Златният поручик“, цикъла литературни скици „Изгледи от Любляна“, книгите за деца и юноши „История на Новата година“, „История на града Рич-Рач“.

## Павле Зидар (1932)
Истинското му име е Йосип-Здравко Сламник. Роден е в крайбрежния град Пиран. Заради участие в бойни акции срещу хитлеристите е хвърлен в затвора в Бегуня, а по-късно отива при партизаните. От 1950 г. сътрудничи на списанията „Наша Содобност“, „Нова обзория“, „Наши разгледи“. Книгата му „Статуя в олтара на отечеството“ има автобиографичен характер, а сборникът с новели „С кон и самичък“ отразява войнишкия живот. В романа „Свети Павел“ описва годините след войната в словенската област Доленско. Автор е и на книгите за деца и юноши „Тончковите мечти“, „Кончета“, „Огнени капки“, „Вълшебният извор“ и др.